# Южная армия (Франция)
Южная армия (фр. Armée du Midi) — французская армия периода Первой Империи, сформированная маршалом Сультом 15 января 1810 года при реорганизации французских войск в Испании.
16 июля 1813 года Сульт реорганизовал её в Пиренейскую армию.

## Состав армии
С 15 января 1810 года по 7 февраля 1812 года:
- 1-й армейский корпус
- 4-й армейский корпус
- 5-й армейский корпус
- армейский резерв

С 7 февраля 1812 года по 16 июля 1813 года:
- 1-я пехотная дивизия
- 2-я пехотная дивизия
- 3-я пехотная дивизия
- 4-я пехотная дивизия
- 5-я пехотная дивизия
- 6-я пехотная дивизия
- 7-я пехотная дивизия
- дивизия лёгкой кавалерии
- 1-я драгунская дивизия
- 2-я драгунская дивизия

## Командование армии

### Командующие армией
- маршал Николя Сульт (15 января 1810 – 16 июля 1813)

### Начальники штаба корпуса
- дивизионный генерал Оноре Газан (27 ноября 1810 – 16 июля 1813)

### Командующие артиллерией армии
- бригадный (дивизионный с 10 января 1813) генерал Шарль Рюти (18 ноября 1810 – 21 января 1813)
- полковник (бригадный генерал с 26 мая 1813) Франсуа Берж (3 апреля – 16 июля 1813)

### Командующие инженерами армии
- дивизионный генерал Франсуа Лери (11 июля 1810 – 4 января 1813)